# Tencent
Tencent Holdings Limited (en xinès: 腾讯控股有限公司; SEHK: 700) és un holding d'empreses d'inversió xinès. Les seves filials proporcionen mitjans de comunicació, entreteniment, serveis de valor afegit, així com companyies de publicitat a la Xina. La seva seu central es troba en el districte Nanshana Shenzhen.
Entre els molts serveis de Tencent es troben xarxes socials, portals de comerç digital i plataformes de jocs en línia. Són molt coneguts el seu sistema de missatgeria instantània per a mòbils, anomenat Tencent QQ, i el seu portal web, QQ.com. El seu servei de xat mòbil WeChat és un dels més populars entre la comunitat asiàtica i ha ajudat a Tencent a posicionar-se en el sector de la telefonia intel·ligent.
És una de les empreses d'Internet més grans del món i competeix amb Amazon, Google, Ebay, Facebook i Alibaba. El 13 d'abril de 2015, el valor de mercat de Tencent va superar per primer cop els 200 mil milions de dòlars.

## Tencent Open Source
A finals de 2010 Tencet va apostar per involucrar-se en programari de codi obert.
- Angel. Plataforma d'aprenentatge automàtic. Fou el primer programari xinés en formar part del programa d'Intel·ligència Artificial de la Fundació Linux.[7][8]
- Behaviac. És un marc d'aplicacions (framework) de desenvolupament d'intel·ligència artificial per a jocs, també pot emprar-se com a eina de disseny ràpid de prototips de jocs.
- Biny. Es un marc d'aplicacions (framework) PHP lleuger d'alt rendimient per a aplicacions web.[9]
- Bk-cmdb (BlueKing Configuration Management DataBase). Servei de gestió de la configuració empresarial, fent es pecial enfasi en la adaptabilitat segons els requerimentrs de l'usuari.[10]